# Aloe mawii
Aloe mawii é uma espécie de liliopsida do gênero Aloe, pertencente à família Asphodelaceae.